# Besa Shahini
Besa Shahini (Pristina, 1982) è una politica albanese, Ministro dell'istruzione, dello sport e della gioventù dal 17 gennaio 2019 al 14 settembre 2020.

## Biografia
Shahini è nata e cresciuta a Pristina, emigrando in Canada nel 1999 per concludere i propri studi, ottenendo una laurea in scienze politiche all'Università di York di Toronto.
Nel 2018 è stata proposta come Ministro dell'istruzione, dello sport e della gioventù in sostituzione di Lindita Nikolla dal primo ministro Edi Rama. Ha giurato il 17 gennaio seguente.